# Segona Guerra Freda

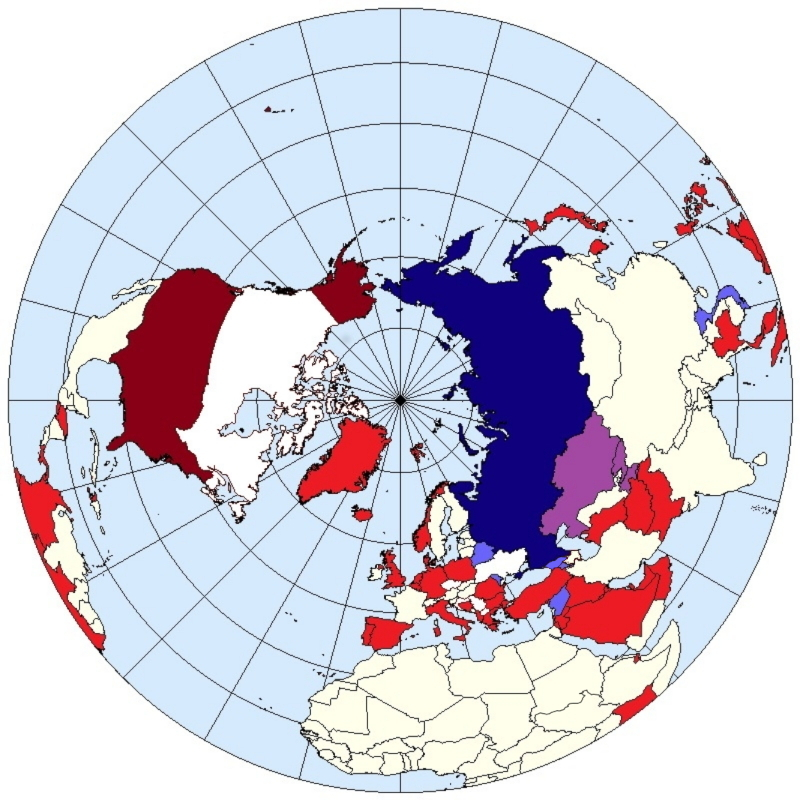
Estats Units i Rússia i les seves bases militars.

Segona guerra freda o nova guerra freda és el conjunt de tensions diplomàtiques entre el món occidental, en particular els EUA i la Unió Europea, i països com la Rússia o Xina, ocorregudes des de la desintegració de la Unió Soviètica.
Tot i que en el passat es va utilitzar el terme per a referir-se a l'etapa de la Guerra Freda posterior a la détente, que va iniciar-se als anys 70 del segle xx, com una distensió de la tensió entre blocs i un reequilibri de forces mundials, les tensions entre zones d'influència han anat creixent amb les negociacions dels tractats de comerç internacional dels països anomenats "del primer món" per a aïllar i controlar als països emergents o "del segon món" especialment durant els darrers anys i concretament entre Estats Units i la Rússia de Putin o l'intent d'adhesió d'Ucraïna a la Unió Europea.
El 10 de febrer de 2007 en la 43 Conferència de Seguretat de Múnic, el president rus Vladímir Putin va acusar en el seu discurs als Estats Units de fer un ús "il·legal" de la seva força militar. Putin a més va acusar als Estats Units d'intentar crear un món unipolar governat per Washington en contra del desig de molts països de formar un món multipolar on totes les parts treballin coordinadament per la solució dels conflictes globals.
El discurs, que va ser criticat per analistes nord-americans els qui van acusar Putin de voler retornar al món a la guerra freda, va ser la resposta de Rússia a les mesures preses a Washington per instal·lar un escut antimíssils en nacions membres de l'OTAN com Polònia i la República Txeca. Segons Estats Units, l'escut antimíssils no tenia la intenció d'apuntar a Rússia sinó la de defensar a Europa d'atacs provinents de Corea del Nord i l'Iran. Aquesta explicació per descomptat no satisfà a Rússia que veu els intents nord-americans d'expandir l'OTAN per incloure a Ucraïna i a Geòrgia com a part d'una política per contenir i envoltar a Rússia i la qual anava en violació a la promesa feta per Ronald Reagan a Gorbatxov de no expandir l'OTAN més enllà dels límits de 1989.

## Discrepàncies i acceptacions

### Teoria de Stroupe
L'expressió "nova" guerra freda va ser encunyat per Joseph Stroupe. Segons ell, d'una banda es troba Occident, principalment Estats Units i el Regne Unit, els qui busquen unilateralment obtenir supremacia sobre l'energia nuclear i els recursos energètics de l'Orient Mitjà. D'altra banda, l'Orient és liderat principalment per Rússia i la Xina.
Rússia és el major proveïdor de gas natural i, després de Veneçuela, posseeix les majors reserves registrades de petroli, i busca usar el monopoli intern d'aquests per a restaurar la seva influència sobre els assumptes mundials.
La Xina, a causa del seu explosiu creixement econòmic, busca una estabilitat i garantia de surtiment de petroli i gas que la facin menys vulnerable a la inestabilitat dels mercats del petroli.

### Discrepàncies entorn de l'expressió de Troupe
Existeixen diverses discrepàncies entorn de la proposta historiogràfica feta per Joseph Stroupe.
El periodista i expert en relacions exteriors Mariano Aguirre argumenta per a La Vanguardia que no es pot parlar pas de guerra freda perquè no existeixen dos blocs ben visibles ideològicament i estratègicament. Tothom ha adoptat el capitalisme malgrat que en alguns països hi persisteixi el comunisme a les institucions com ara la Xina. Això fa que qualsevol mesura de represàlia d'una de les parts tingui repercussions sobre tothom.
Durant la Guerra Freda no hi havia vincles econòmics entre els bel·ligerants mentre que la situació amb què es troba Stroupe és del tot diferent. En aquest sentit Aguierre apunta que "l'any 2020, les inversions directes dels EUA a la Xina van atènyer els 123 mil milions de dòlars alhora que la Xina controlava 1.065 mil milions de dòlars de deute sobirà estatunidenc" [trd.].
A la Guerra Freda hi havia clarament dos bàndols militars amb l'OTAN i el Pacte de Varsòvia, ara, tot començar el segle XXI, només n'hi ha un, l'OTAN.
Segons Mariano Aguierre han sorgit diversos pretendents a la potència. Tot es disputa entre la Xina, Rússia, la Unió Europea i els EUA, de forma que no tenim pas un món bipolar, més aviat un món multipolar. De fet, les diferències ideològiques tendeixen a dispersar-se fins i tot en l'àmbit dels drets humans. Allà on hi havia un bloc democràtic, en iniciar-se el segle XXI la democràcia no és visible enlloc. Afirma que "s'ha produït una devallada de la democràcia, així com la seva legitimació, entre sectors amplis de la societat global" [trd.]. I, en raó o conseqüència d'això, el sistema internacional es veu qüestionat quan durant la Guerra Freda l'URSS participava en el sistema.

### Acceptacions entorn de l'expressió de Stroupe
Emmanuel Veron, membre d'INALCO, i Andrew Small, membre del German Marshall Fund, interrogats per ARTE, canal francoalemany dedicat a la cultura, accepten la lectura de Joseph Stroupe en tant que després de la caiguda del mur de Berlín s'assisteix a una segona versió de la Guerra Freda i, per tant, no es fa necessari tenir un calc de la primera. La situació és diferent en molts aspectes però continua havent-hi una "rivalitat sistèmica a cada sector", és a dir, continua havent-hi bel·ligerància entre l'antic lideratge del bloc soviètic i l'antic lideratge del bloc capitalista.
Així aquesta nova guerra freda se sosté més en un enfrontament indirecte a través de països tercers, perquè els bel·ligerants posseeixen l'arma nuclear i no es fan la guerra directament, que en un manteniment alt del nivell d'equilibri militar talment com passava amb la Guerra Freda. Per això mateix es podria parlar de nova guerra freda o en tot cas admetre que la Guerra Freda no va acabar a la caiguda del mur de Berlín i, simplement, va mutar de forma de manera que aquesta nova guerra freda de què parla Joseph Stroupe és una segona fase de la Guerra Freda.
Andrew Small reforça aquesta idea en remarcar que neix amb la Guerra d'Ucraïna un conjunt de països disposats a no alinear-se amb ningú talment com va passar a la primera fase. Són estats del tot descontents per la manera poc amable amb què Occident els ha tractat d'ençà el final de la Segona Guerra Mundial i malgrat no voler alinear-se completament amb Rússia i la Xina, el sistema internacional no els plau. Això retorna a la política dels blocs tot i que de manera més diferent.

## El conflicte a Síria i la intervenció d'Estat Islàmic
A la Guerra a Síria començada en 2011, les Forces Armades de Síria del govern del president sirià, Baixar al-Àssad recolzat per Rússia s'enfrontaven contra els grups armats rebels de diversa índole, coneguts a Occident com la «oposició siriana» o «Exèrcit Lliure de Síria» recolzats principalment per Estats Units i Aràbia Saudita. El conflicte ha estat vist com una guerra subsidiària entre els EUA i Rússia.
En 2015 un nou actor es va fer present: la banda terrorista Estat Islàmic, que va envair Síria i es va enfrontar tant a les forces governamentals de Síria com a l'Exèrcit Lliure de Síria, aconseguint prendre al maig de 2015 el control de la frontera entre Síria i l'Iraq, davant tal fet Rússia es van declarar en contra d'Estat Islàmic. Estats Units ja enfrontava a Estat Islàmic abans de la seva intervenció a Síria.
Actualment tant Rússia com Estats Units i els seus aliats han realitzat bombardejos als territoris controlats per Estat Islàmic.